# Fő utca (Kaposvár)
A kaposvári Fő utca a város történelmileg és kulturális szempontból legfontosabb utcája. Régen része volt a települést nyugat–keleti irányban átszelő országútnak, de miután 1980-ban megváltoztatták a 61-es főút városi nyomvonalát, majd 1987-ben a Fő utca nyugati szakaszát sétálóutcává is átalakították, közlekedési jelentősége lecsökkent. Az utca mentén 5 műemlék és számos helyi védelem alatt álló épület található. 2010-ben a Kossuth térrel együtt elnyerte a Magyarország legszebb főtere és főutcája díjat.
A körülbelül 1200 méteres utca a Kossuth tér és a Dózsa György utca között a gépjárműforgalom elől le van zárva. Ezen a szakaszon főként olyan, egyemeletes lakóépületek a jellemzők, amelyek földszintjén üzletek működnek. Keletebbre haladva vegyesen fordulnak elő régebbi, földszintes és többnyire modern, emeletes épületek, legkeletebbi részén pedig főleg a 21. század elején több nagyobb lakóház is felépült, például 2008-ban a fiatal diplomás pályakezdők otthonául szolgáló Fecskeház.

## Története
A törökök kiűzése után Kaposvár szinte teljesen elnéptelenedett, a 18. század elején új központja már a vártól kissé keletre, a mai Kossuth tér környékén alakult ki. A Fő utca, amelyet a kezdeti időkben Nagy utcának is neveztek, innen indult keleti irányba, ez már a város első ismert térképén, a 18. század közepén vagy 1777-ben keletkezett Rósás Ferenc-féle térképen megfigyelhető. Egy 1778 körül készült vízrajzi térképen is szerepel az utca, ekkor majdnem a mai Dózsa György utcáig tartott, az 1784-es első katonai felmérési térképen pedig már a mai Hársfa utcáig. Ekkor keleti végén egy keresztet is jelöltek a térképen. A második katonai felmérés kaposvári része az 1850-es években készült, itt a Fő utca nagyjából a mai Mező utcáig ért. Az 1855-ös várostérkép viszont úgy ábrázolja, hogy csak a mostani Anna utcáig nevezték Fő utcának, azon túl Toponári utca, a Hársfa utcától kezdve pedig Toponári út volt a neve. A mai Ady utca, amely a jelenlegi Fő utca nyugati meghosszabbítása, sokáig a Fő utca része volt, ám egy 1862-es térképen már az látható, hogy az eredetileg ott szereplő Fő utca feliratot kézzel áthúzták, és odaírták mellé az utca későbbi nevét, a Korona utcát.

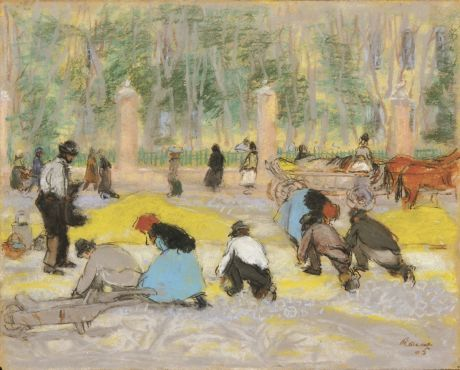
Rippl-Rónai József: Kövezik a kaposi Fő utcát

Az utca kikövezéséről kissé ellentmondóak a források. Van olyan, amelyik szerint már 1825-ben hozzáláttak, de ismert egy olyan (valós) történet is, miszerint gróf Niczkyné négyes fogatával elakadt a kaposvári utcákat borító sárban, és csak két ökörrel tudták kivontatni onnan, és ennek következménye volt, hogy 1843-ban makadámburkolattal látták el többek között a Fő utcát is. Egy régi tudósítás így értékeli az elakadt fogat esetét: „Ez esemény azonban szerencse volt a kaposváriakra nézve. ...Ily vakmerőségnek példásan meg kelle büntettetnie. A legközelebbi megyegyűlésen a kaposvári utak valamennyien egyhangúlag kövezésre ítéltettek, mely ítélet, habár nem is rögtön ítéletileg, a veres kereszttől a városi aggházig terjedő úton, néhány év után - 1843-ban - csakugyan végre is hajtatott.” A város fő szennyvízgyűjtő csatornája ugyancsak a Fő utca vonalában készült el a 19. század végén, az 1870-es években pedig fásítási munkákat folytattak az utca kórház előtti részén. A 20. század elején is végeztek kövezési munkálatokat, Rippl-Rónai József erről festette 1905-ben Kövezik a kaposi Fő utcát című képét.
A Fő utcán az első gépjármű valószínűleg 1901 nyarán tűnt fel, a Somogy című hetilap augusztusban legalábbis valóságos szenzációként írt egy ilyen esetről: „Egy automobil kocsi hajtott e héten Kaposvár Fő utcáján keresztül, mégpedig bámulatos gyorsasággal. Az ördöggépnek volt elég nézője és bámulója.”
1911. május 28-án Kertész Manó városi képviselő azt javasolta, hogy a Fő utcát nevezzék el a néhány napja elhunyt Bánffy Dezső miniszterelnökről, ám néhány nap múlva egy másik képviselő indítványára inkább a Vármegyeházával szemben nyíló, akkor még Eibnitz köznek nevezett átjárót nevezték el róla. (Amikor azonban megnyílt a Kossuth Lajos utca, a Bánffy név feledésbe ment.) 1917-ben viszont valóban eldöntötték, hogy megváltoztatják az utca nevét: ezúttal Ferenc József emlékére. Az 1919-es kommün idején a Somogy Vármegyei Direktórium „további intézkedésig” az elnevezést visszaváltoztatta Fő utcára, és bár 1937-ben ismét napirendre került, hogy Ferenc József utca legyen a neve, 1941-ben pedig a Szociális Misszió Társulat kérte, hogy lehetőleg az Ady vagy a Fő utcát Nagyboldogasszonyra kereszteljék át, végül 1950-ig megtartotta a régi nevét. Ez év szeptemberében azonban a városi tanács végrehajtó bizottsága számos másik kaposvári utcával együtt a Fő utcának is munkásmozgalmi nevet adott: ekkortól Május 1. utca lett a hivatalos neve (bár volt olyan utcanévtábla is, amelyen Május 1. útként szerepelt).

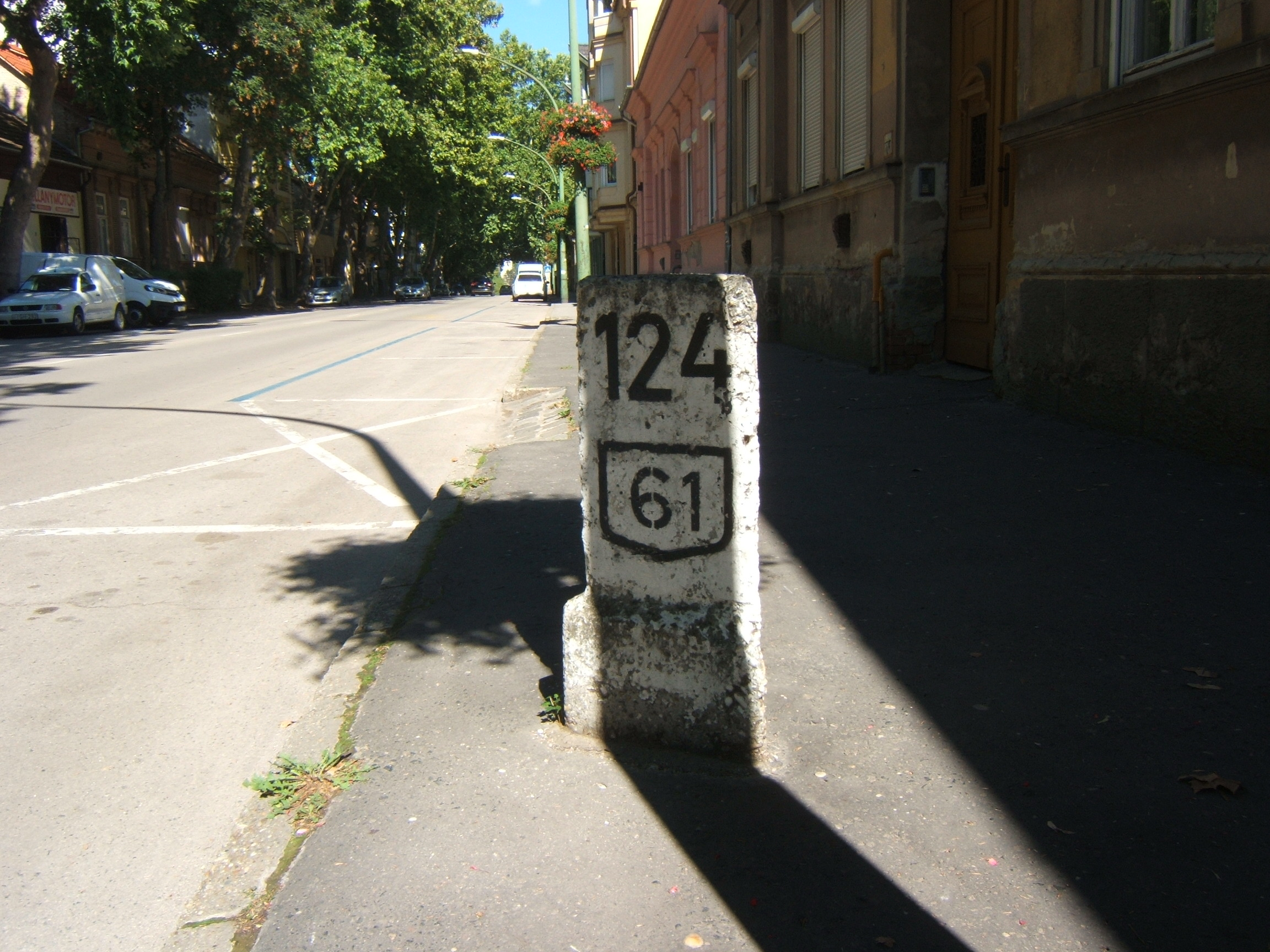
A régi 61-es út emlékként meghagyott 124-es kilométerköve

1980-ra elkészült az addig a Fő utcát is magába foglaló 61-es főút kaposvári elkerülő szakasza, így a Fő utca forgalmi terhelése jelentősen lecsökkent. A régi 61-es út Fő utca 64-es számú ház előtt található 124-es kilométerkövét meghagyták, és 2005-ben egy kis emléktáblát helyeztek el rajta. 1987-re a Kossuth tér és a Dózsa György utca közti szakaszt lezárták a gépjárműforgalom elől, és rajta díszburkolatot kiépítve sétálóutcává alakították át. Az építkezés vezető tervezője Lőrincz Ferenc, a Somogyterv mérnöke, a kivitelező a Mélyépítő Vállalat siófoki építésvezetősége volt. A sétálóutca elkészültének ünnepségét 1987. október 16-án tartották a Dorottya-házban.
A rendszerváltás során, 1990 júniusában a képviselő-testület döntést hozott arról, hogy 1991. január 1-től a közterület ismét visszakapja a Fő utca nevet.
Az utcát több műalkotás is díszíti: 1988-ban avatták fel a Csokonai utcába vezető átjáróház előtt az eozinmázas, kosfejes díszítésű Zsolnay-kutat, a közeli Arany Oroszlán Gyógyszertár előtt pedig 2009-ben helyezték el Rippl-Rónai József híres csacsifogatos szobrát. Az 1760-as években a Fő utcában felszentelt Szent Rókus-szobrot később az Arany János térre helyezték át.

## Nevezetes épületei

### Páratlan (északi) oldal
| Házszám | Épület                             | Építés ideje | Védelem       | Kép |
| ------- | ---------------------------------- | ------------ | ------------- | --- |
| 1.      | Dorottya-ház                       | 18. század   | Műemlék       |     |
| 3.      | Banképület                         | ?            | Helyi védelem |     |
| 5.      | Bereczk-ház                        | 1887         | Helyi védelem |     |
| 19.     | Arany Oroszlán Gyógyszertár        | 1774         | Műemlék       |     |
| 55.     | Egykori főorvosi lak               | 1892         | Helyi védelem |     |
| 65.     | A kórház egykori főépülete         | 1846         | Műemlék       |     |
| 77.     | Nagy Imre miniszterelnök szülőháza | ?            | –             |     |

### Páros (déli) oldal
| Házszám | Épület                         | Építés ideje | Védelem       | Kép |
| ------- | ------------------------------ | ------------ | ------------- | --- |
| 4.      | Lakó- és üzletház              | ?            | Helyi védelem |     |
| 6.      | Lakó- és üzletház              | ?            | Helyi védelem |     |
| 8.      | Kemény-palota                  | 1904         | Helyi védelem |     |
| 10.     | Vármegyeháza                   | 1832         | Műemlék       |     |
| 12.     | Anker-ház                      | 1913         | Helyi védelem |     |
| 14.     | Lakó- és üzletház              | ?            | Helyi védelem |     |
| 16.     | Lakó- és üzletház              | ?            | Helyi védelem |     |
| 18.     | Lakó- és üzletház              | ?            | Helyi védelem |     |
| 20.     | Lakó- és üzletház              | ?            | Helyi védelem |     |
| 22.     | Lakó- és üzletház              | ?            | Helyi védelem |     |
| 24.     | Lakó- és üzletház              | ?            | Helyi védelem |     |
| 34.     | Romantikus lakóház             | 19. század   | Műemlék       |     |
| 44.     | Kodály Zoltán Általános Iskola | 1904         | Helyi védelem |     |